# Cunonia montana
Cunonia montana är en tvåhjärtbladig växtart som beskrevs av Schlechter. Cunonia montana ingår i släktet Cunonia och familjen Cunoniaceae. Inga underarter finns listade i Catalogue of Life.